# Douyne de Tourette
Pour les articles homonymes, voir Douyne et Tourette.
La Douyne de Tourette, ou la Douyne, est un ruisseau du sud de la France. C'est un affluent du Dropt, donc un sous-affluent de la Garonne.

## Géographie
Dans le nord du département de Lot-et-Garonne, la Douyne de Tourette, également appelée la Douyne, prend sa source à 165 mètres d'altitude sur la commune de Lougratte, en contrebas de la route départementale (RD) 218 et du sentier de grande randonnée GR 654 Est, entre les lieux-dits Lachau et Tourette.
Après trois kilomètres, son cours sert de limite sur plus d'un kilomètre et demi entre Lougratte et Castillonnès. Après un autre kilomètre, elle marque la limite entre Castillonnès et Ferrensac sur près de six kilomètres, passant sous un tronçon commun aux sentiers de grande randonnée GR 636 et GR 654 Est puis sous la RD 2. Elle entre ensuite sur la commune de Ferrensac, sur moins de 200 mètres.
Ses 130 derniers mètres s'effectuent sur le territoire de Castillonnès et elle se jette dans le Dropt à 66 mètres d'altitude en rive gauche, au nord du lieu-dit la Canelle, face à la commune de Saint-Quentin-du-Dropt.
S'écoulant globalement du sud vers le nord, la Douyne de Tourette est longue de 12,08 km. Avec un dénivelé de 99 mètres, sa pente moyenne s'établit à 8,18 mètres par kilomètre.
Il ne faut pas la confondre avec une autre Douyne située plus à l'ouest, également affluent du Dropt, qui prend aussi sa source à Lougratte et arrose également Castillonnès.

### Communes et département traversés
La Douyne de Tourette arrose trois communes du département de Lot-et-Garonne et de l'arrondissement de Villeneuve-sur-Lot : Lougratte (source), Castillonnès (confluence avec le Dropt) et Ferrensac.

### Affluents et nombre de Strahler
Parmi les sept affluents répertoriés par le Sandre, six ne portent pas de nom et sont une longueur inférieure à trois kilomètres. En rive droite, la Barraca, avec 7,14 km de long est le seul à porter un nom.
La Barraca ayant un affluent : le ruisseau de Coubault, et aucun sous-affluent, le nombre de Strahler de la Douyne de Tourette est donc de trois.

### Bassin versant
Le bassin versant de la Douyne de Tourette fait partie de la zone hydrographique : « Le Dropt du confluent de la Bournègue au confluent de la Banège », au sein du bassin DCE beaucoup plus étendu « La Garonne, l'Adour, la Dordogne, la Charente et les cours d'eau côtiers charentais et aquitains ».
Outre les trois communes arrosées par la Douyne de Tourette, son bassin versant en concerne une autre : Montaut, où la Barraca prend sa source ; de plus, son affluent, le ruisseau de Coubault, forme une partie de la limite territoriale entre Montaut et Lougratte.

### Organisme gestionnaire
Le bassin versant de la Douyne de Tourette est couvert par le schéma d'aménagement et de gestion des eaux (SAGE) « Dropt ». Ce document de planification, dont le territoire correspond au bassin versant du Dropt, d'une superficie de 1 522 km2, a été approuvé le 13 janvier 2022. La structure porteuse de l'élaboration et de la mise en œuvre est le syndicat mixte EPIDROPT.